# クワイエット・ワールド
クワイエット・ワールド（Quiet World）は、コンセプト・アルバム『永遠なる回帰 (ザ・ロード)』をレコーディングするため、1969年にジョン、リー、ニールのヘザー兄弟によって結成されたイングランドのバンドである。グループは、ジョン（ボーカル、作曲）、リー（ボーカル、作曲）、ニール（作曲）、さらに後にジェネシス・メンバーとなるスティーヴ・ハケット（リード・ギター）と弟のジョン・ハケット（フルート、ギター）、ディック・ドライヴァー（ベース）、ジル・ギルバート（バック・ボーカル）、フィル・ヘンダーソン（キーボード）、エディ・ハインズ（フルート）、ショーン・オマリー（ドラム）から成り立っていた。

## 略歴
7インチ・シングル「Miss Whittington / There is a Mountain」が1969年にドーン・レーベルからリリースされ（The Quiet World of Lea＆John名義）、クワイエット・ワールドとしてのデビュー・アルバム『永遠なる回帰 (ザ・ロード)』を1970年にリリースした。その後すぐ、スティーヴ・ハケットがリード・ギタリストとしてプログレッシブ・ロック・グループのジェネシスに参加するため脱退した。アルバムは1999年にCDで再発された。
ヘザー兄弟は、『A Slice of Saturday Night』、『Lust』、スリラーの『Blood Money』といったミュージカル作品で国際的な成功を収めた。彼らの舞台作品は世界中で何百ものプロダクションによって上演されており、9つの異なる言語に翻訳されている。また、2本の映画『Seriously Twisted』と『The Big Finish』の脚本、監督、プロデュースを行った。彼らは現在、『Camp Horror』という最新ミュージカル作品を準備しており、ウェストエンドでのプレミアに向けて動いている。
フィル・ヘンダーソンは、2005年にロンドンのシャフツベリー劇場で上演された『The Far Pavilions』のスコアを作曲した。フィリップ・ヘンダーソン・オーケストラは、スティーヴ・ハケットのアルバム『フィードバック86』でフィーチャーされている。

## メンバー
- ディック・ドライヴァー (Dick Driver) - アップライト・ベース、エレクトリックベース
- ジル・ギルバート (Gill Gilbert) - バック・ボーカル
- スティーヴ・ハケット (Steve Hackett) - エレクトリック・ギター、アコースティック・ギター
- ジョン・ハケット (John Hackett) - フルート、アコースティック・ギター
- ジョン・ヘザー (John Heather) - リード・ボーカル、アコースティック・ギター、作曲
- リー・ヘザー (Lea Heather) - リード・ボーカル、パーカッション、作曲
- ニール・ヘザー (Neil Heather) - 作曲
- フィル・ヘンダーソン (Phil Henderson) - ピアノ、オルガン、トランペット、リコーダー、アレンジ、バック・ボーカル
- エディ・ハインズ (Eddy Hines) - フルート、サックス
- ショーン・オマリー (Sean O'Mally) - ドラム、パーカッション

## ディスコグラフィ

### アルバム
- 『永遠なる回帰 (ザ・ロード)』 - The Road (1970年、ドーン・レコード[1])

### シングル
- "Miss Whittington" (1969年)
- "Rest Comfortably" (1970年)